# Mareks Jurevičus
Mareks Jurevičus est un joueur letton de basket-ball né le 17 janvier 1985 à Liepāja. Il mesure 1,98 m et évolue aux postes d'arrière-ailier.

## Biographie
Il évolue en équipe senior en septembre 2011 pour participer au championnat d’Europe de basket-ball 2011 avec la Lettonie.
Il signe à l'Élan Chalon fin septembre 2013 mais est licencié en novembre. Il retourne en novembre au BK Liepājas Lauvas et en janvier 2014 il signe avec le MBC Mykolaïv, club de première division ukrainienne.